# Orientalisk julros
Orientalisk julros (Helleborus orientalis) är en ranunkelväxtart som beskrevs av Jean-Baptiste de Lamarck. Enligt Catalogue of Life ingår Orientalisk julros i släktet julrosor och familjen ranunkelväxter, men enligt Dyntaxa är tillhörigheten istället släktet julrosor och familjen ranunkelväxter. Arten förekommer tillfälligt i Sverige, men reproducerar sig inte.

## Underarter
Arten delas in i följande underarter:
- H. o. abchasicus
- H. o. orientalis

## Bildgalleri

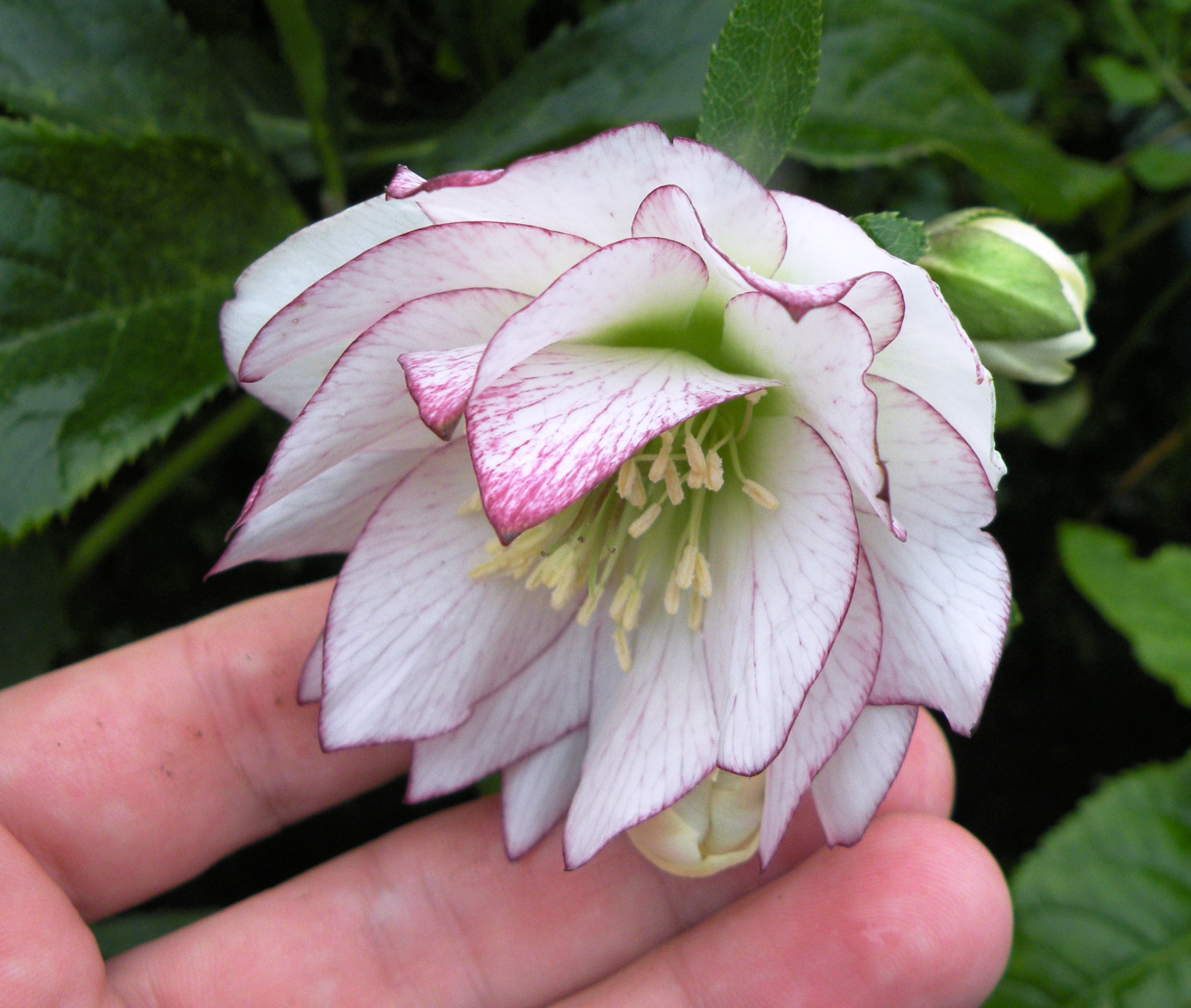
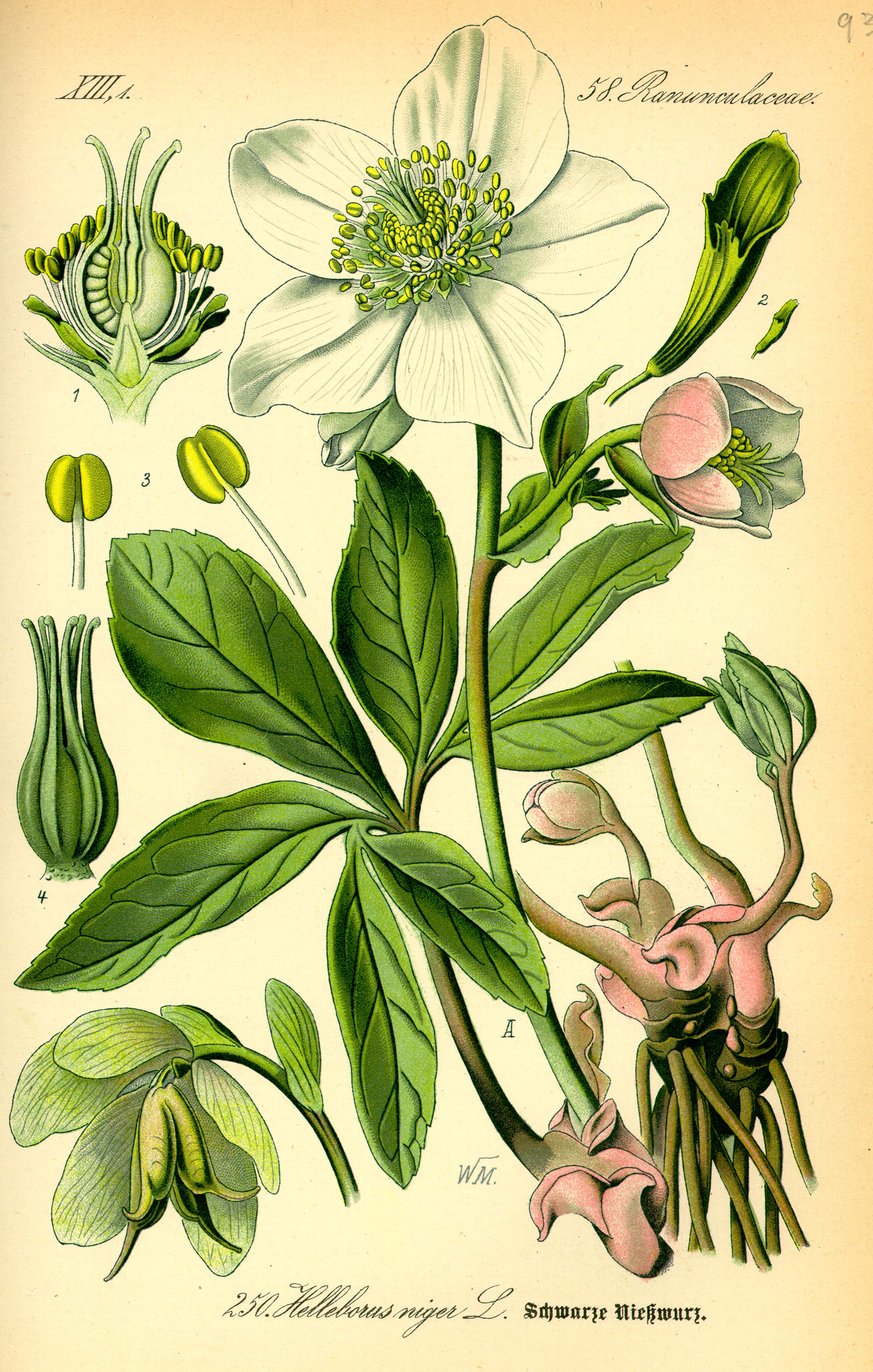
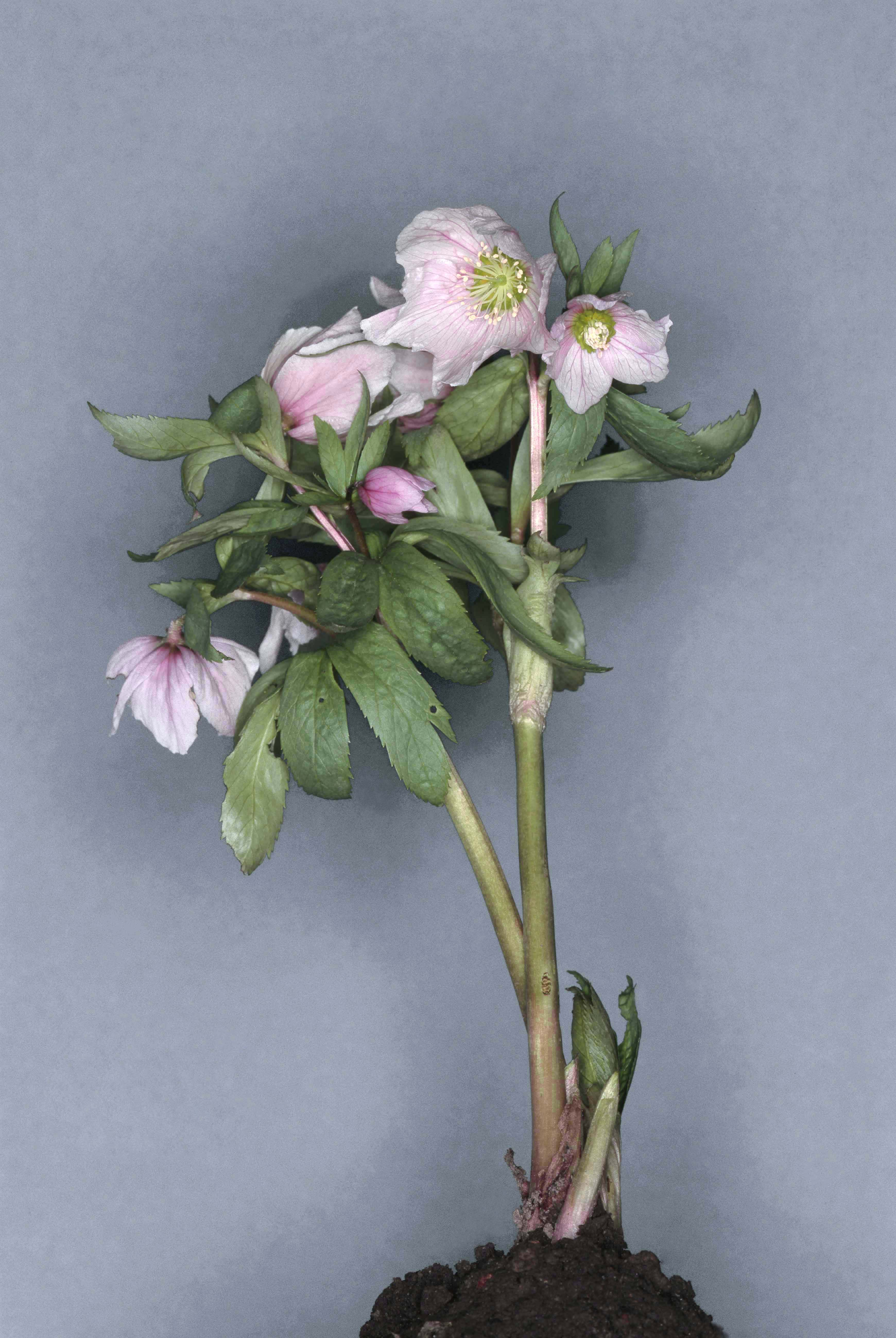
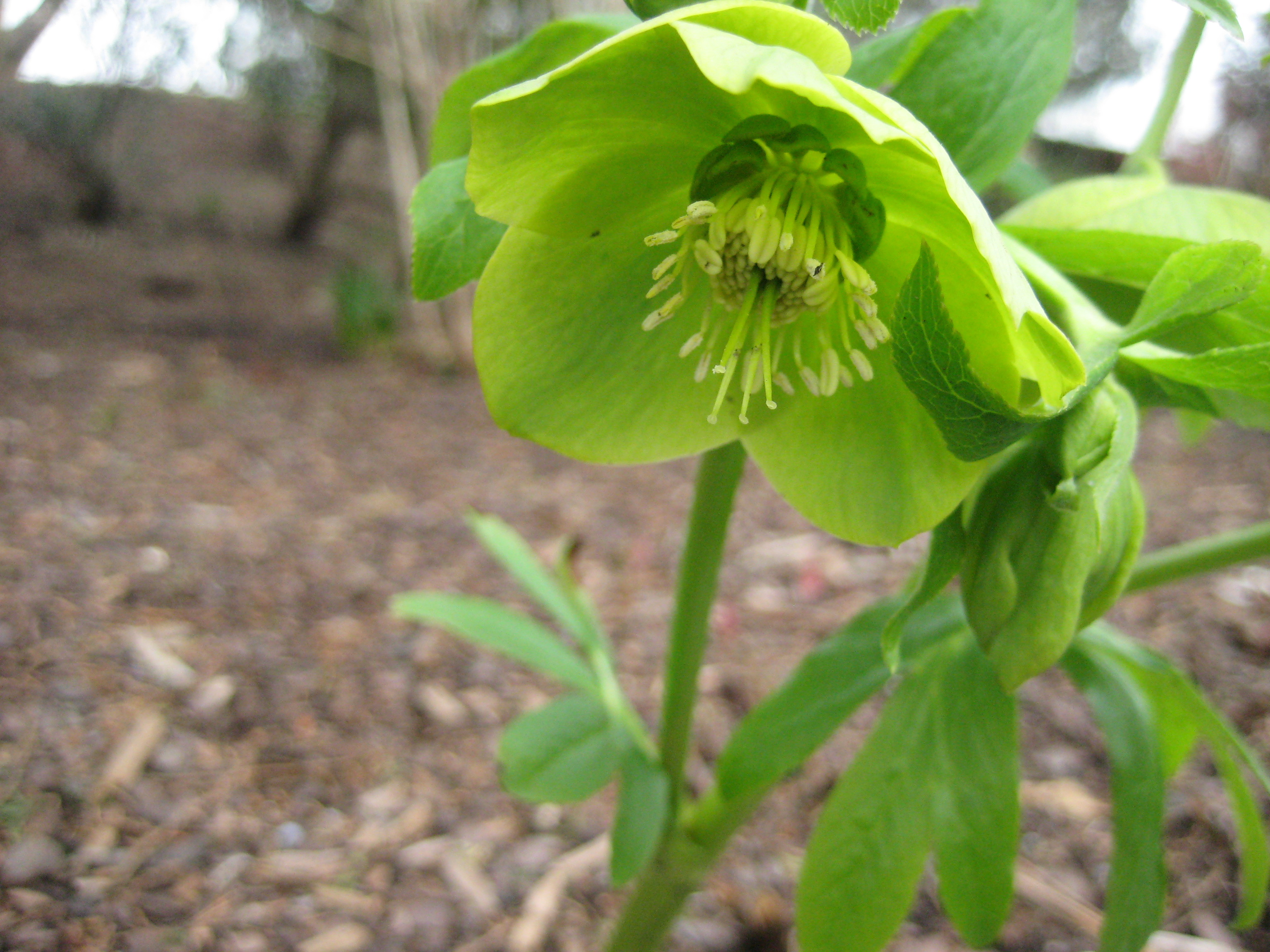
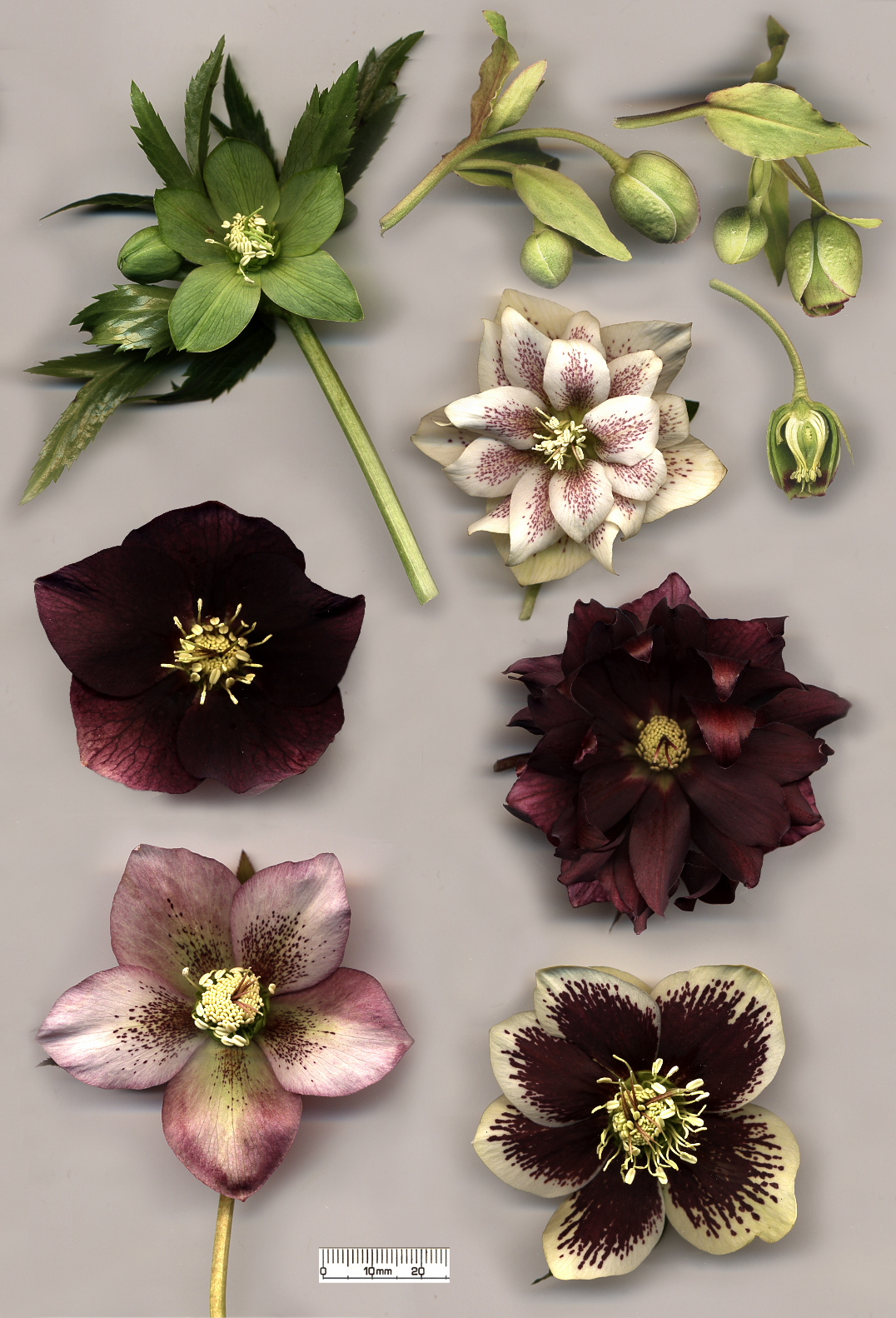
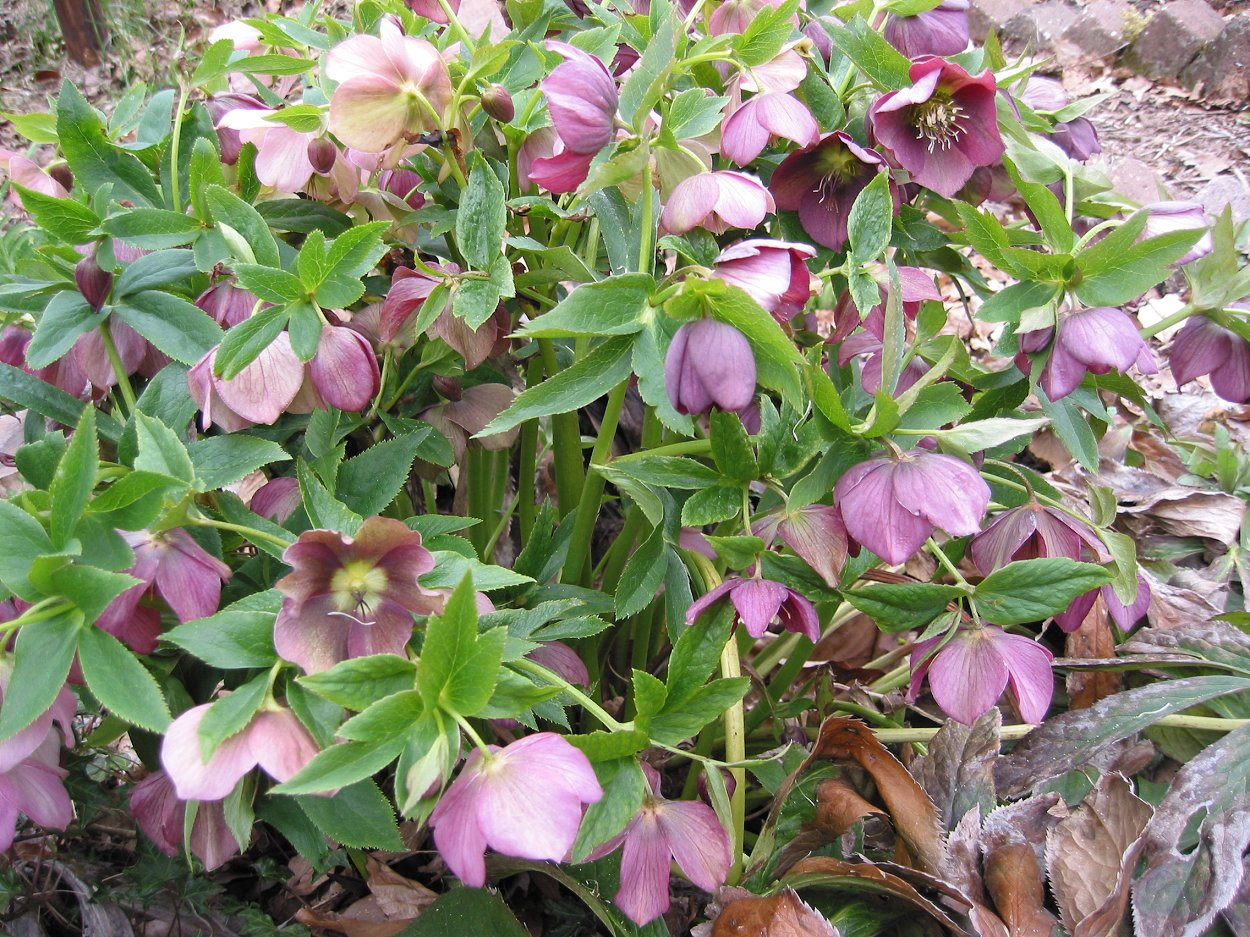